# Elaeagnus jingdongensis
Elaeagnus jingdongensis är en havtornsväxtart som beskrevs av C. Yung Chang. Elaeagnus jingdongensis ingår i släktet silverbuskar, och familjen havtornsväxter. Inga underarter finns listade i Catalogue of Life.